# Zin Myint
Zin Myint (ur. 7 kwietnia 1998) – birmański zapaśnik w stylu klasycznym.
Złoty medalista igrzysk Azji Południowo-Wschodniej w 2013 roku.